# Liste der Monuments historiques in Jebsheim
Die Liste der Monuments historiques in Jebsheim führt die Monuments historiques in der französischen Gemeinde Jebsheim auf.

## Liste der Bauwerke
| Bezeichnung      | Beschreibung | Standort         | Kennzeichnung | Schutzstatus | Datum | Bild           |
| ---------------- | --- | ---------------- | ------------- | ------------ | ----- | -------------- |
| Kirche St-Martin | erstmals 891 erwähnt; an der Westfassade und am Turm Bauteile des 12. Jahrhunderts, gotischer Chor um 1500, 1779 Umbau des Schiffs zum Rechtecksaal; Wandinschriften und Sakristeifenster aus dem 16. Jahrhundert; nach Beschädigung im Zweiten Weltkrieg Rekonstruktion von 1954 bis 1957 unter Leitung von Charles-Gustave Stoskopf | Grand Rue (Lage) | PA68000007    | Inscrit      | 1996  | weitere Bilder |

## Liste der Objekte
| Bezeichnung                                                  | Beschreibung    | Standort                       | Kennzeichnung | Schutzstatus | Datum | Bild |
| ------------------------------------------------------------ | --------------- | ------------------------------ | ------------- | ------------ | ----- | ---- |
| Grabplatte für Brigida von Berckheim                         | Sandstein, 1553 | in der Kirche St-Martin (Lage) | PM68001419    | Inscrit      | 2002  |      |
| Grabplatte für Wolfgang und Reigod von Berckheim             | Sandstein, 1564 | in der Kirche St-Martin (Lage) | PM68001420    | Inscrit      | 2002  |      |
| Grabplatte für Hans von Berckheim und Anna von Rathsamhausen | Sandstein, 1413 | in der Kirche St-Martin (Lage) | PM68001417    | Inscrit      | 2002  |      |
| Grabplatte für Jakob von Berckheim                           | Sandstein, 1565 | in der Kirche St-Martin (Lage) | PM68001421    | Inscrit      | 2002  |      |
| Grabplatte für Egenolf von Berckheim                         | Sandstein, 1424 | in der Kirche St-Martin (Lage) | PM68001418    | Inscrit      | 2002  |      |
| Grabplatte für Rudolf von Berckheim                          | Sandstein, 1341 | in der Kirche St-Martin (Lage) | PM68001416    | Inscrit      | 2002  |      |